# Święta Ewangelia
Święta Ewangelia – przekład tekstu czterech Ewangelii dokonany na potrzeby Polskiego Autokefalicznego Kościoła Prawosławnego. Został on przełożony z języka greckiego. Pierwsze wydanie nakładem Warszawskiej Metropolii Prawosławnej ukazało się w 2014. Jest on przeznaczony zarówno do użytku domowego, jak i liturgicznego.

## Opis
„Święta Ewangelia” to pierwszy prawosławny przekład ksiąg biblijnych dokonany w języku polskim. Komisja soborowa kilka lat pracowała nad oficjalnym, prawosławnym tłumaczeniem. Na własne tłumaczenie czterech Ewangelii zdecydowano się, ponieważ dotychczasowe przekłady Pisma Świętego na język polski nie odpowiadały w pełni potrzebom Kościoła prawosławnego dla użytku liturgicznego. Jednocześnie przyczyniła się do niego również coraz mniejsza umiejętność czytania po cerkiewnosłowiańsku przez wiernych.
W 2014 Komisja soborowa uzyskała akceptację Świętego Soboru Biskupów Cerkwi w Polsce. Pierwsze wydanie przekładu ukazało się pod koniec tegoż roku.
Wydany przekład zawiera wykazy czytań ewangelicznych na cały rok liturgiczny oraz na inne uroczystości religijne. Przekład ten w pełni jest zgodny z prawosławną teologią i liturgią. „Święta Ewangelia” przeznaczona jest zarówno do użytku domowego, jak i liturgicznego, dlatego wyrażono życzenie, by egzemplarze przekładu przekazano do każdej cerkwi. W 2015 ukazało się wydanie drugie, natomiast w 2020 r. – trzecie poprawione.

## Tłumaczenie kolejnych ksiąg Nowego Testamentu
15 listopada 2018 r. Sobór Biskupów PAKP powołał Komisję do tłumaczenia Nowego Testamentu na język polski. Do listopada 2020 r. przetłumaczono (z języków greckiego i cerkiewnosłowiańskiego) Dzieje Apostolskie, List do Rzymian i 1. List do Koryntian.
Pod koniec 2022 r. ukazało się kompletne wydanie wszystkich ksiąg Nowego Testamentu.